# ناحية أرواد
ناحية أرواد إحدى نواحي سوريا تتبع إداريّاً لمحافظة طرطوس منطقة طرطوس ومركزها بلدة أرواد، بلغ تعداد سكان الناحية 4,403 نسمة حسب التعداد السكاني لعام 2004.

## تجمعات ناحية أرواد السكانية[2]
| التجمع السكاني | عدد السكان |
| -------------- | ---------- |
| أرواد          | 4,403      |